# Honorato (prefeito pretoriano)
Honorato (em latim: Honoratus) foi um oficial romano do século IV, ativo durante o reinado do imperador Constâncio II (r. 337–361).

## Vida
Honorato aparece pela primeira vez antes de 353, quando foi consular da Síria. No inverno de 353-354, serviu como conde do Oriente sob o césar Constâncio Galo; ele continuou serviu nessa posição até pouco antes da deposição de Galo, no final de 354. Em 355/357, assumiu a posição de prefeito pretoriano da Gália, e em 357, quando Florêncio substituiu-o, foi morar na Bitínia. Entre 359-361, foi prefeito urbano de Constantinopla. Enquanto em ofício recebeu a epístola 251 (de 360/361) de Libânio e presidiu o julgamento de Aécio.